# Ziti

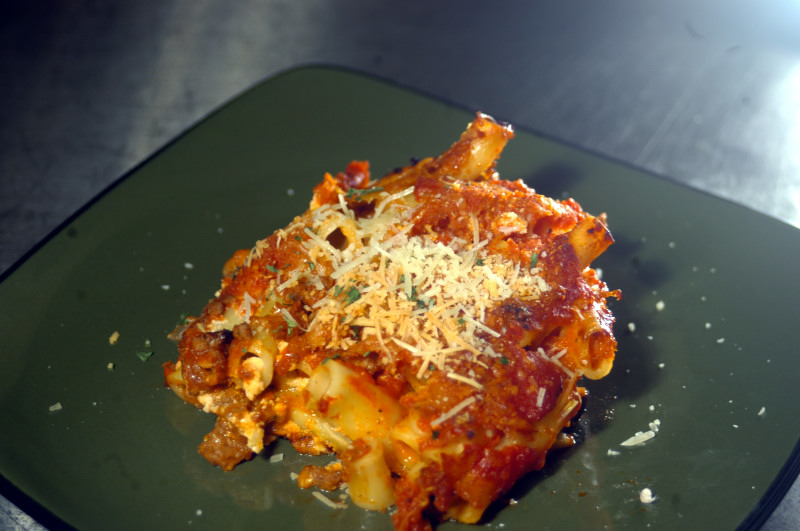
Ziti ao forno

Ziti é uma massa alimentícia produzida por extrusão. É menor que o rigatoni, mas maior que o mezzani. A superfície do Ziti pode ser lisa, mas a adição da palavra rigati indica que a superfície raiada externamente. Ziti é similar ao penne, mas com os extremos cortados de forma reta e não diagonal. A massa do tipo penne também costuma ser mais fina. Ziti também pode ser recheado e assado, enquanto o penne recebe molho ou usado em saladas de macarrão. Nos Estados Unidos, a versão assada tornou-se característica da culinária ítalo-americana. Na Sicília, geralmente é servido nas festas de casamento.
Ziti é o plural de zito, que significa tanto "noiva" quanto "noivo" na língua siciliana.